# Lloyd Spooner
Lloyd Spencer Spooner (Fern Hill, 6 oktober 1884 – Bay Pines, 20 december 1966) was een Amerikaans schutter.

## Carrière
Spooner won tijdens de Olympische Zomerspelen van 1920 zes medailles in teamonderdelen bij het schieten en een bronzen medaille op de discipline Militair geweer 600 m, liggend. Met zeven medailles op één Olympisch toernooi verbeterde hij samen met ploeggenoot Willis Lee, het record op naam van de turners Anton Heida en Hermann Weingärtner. De eerste atleet met acht medailles op één toernooi was de Sovjet-Russische turner Aleksandr Ditjatin in 1980.

### Olympische Zomerspelen
| Jaar | Plaats    | Resultaten |
| ---- | --------- | --- |
| 1920 | Antwerpen | Militair geweer 300 m, drie houdingen team · Militair geweer 300 m, liggend team · Militair geweer 300+600 m, liggend, team · Militair geweer 600 m, liggend team · Militair geweer 300 m, staand team · Lopend hert, enkelschot team · Militair geweer 600 m, liggend · 4e Dubbel shot op lopend hert, team · 5e Militair geweer 300 m, drie houdingen team · 7e Militair geweer 300 m staand individueel |